# エルヴィン・シュタイン
エルヴィン・シュタイン（Erwin Stein, 1885年 - 1958年）は、オーストリアの作曲家・著述家。

## 生涯
ウィーン出身。アルノルト・シェーンベルクの友人かつ門人として著名で、1906年から1910年までその薫陶を受けている。シェーンベルクの「私的演奏協会」結成における主要な助手の一員として名を残し、同協会の演奏会のためにアントン・ブルックナーやグスタフ・マーラー、クロード・ドビュッシーの交響楽を室内楽用に編曲した。1938年までウィーンにとどまり、音楽教師や指揮者、尊敬する作曲家の代弁者として名を揚げたが、アンシュルス後はナチスを避けてロンドンに亡命し、楽譜出版社ブージー・アンド・ホークスの校閲者を担当した。
シェーンベルクは無論のこと、同門で「新ウィーン楽派」の仲間ウェーベルンやアルバン・ベルクのほか、マーラーやベンジャミン・ブリテンについて力説しており、このいずれの人物とも個人的に面識があった。1924年には、シェーンベルクに託されて論文『新しい形式原理 Neue Formprinzipien 』を執筆するという、困難で重要な任務を引き受けている。事実上、これは十二音技法についての最初の論文と呼んでよい。シェーンベルクの没後には、最初の書簡集の校訂も務めている。1939年には、現代音楽の季刊誌『テンポ』の創刊にも力を添えた。
娘でピアニストのマリオン・ソープ（マリオン・スタイン）はイギリスのリーズ国際ピアノ・コンクールの創設者として数えられており、ヘアウッド伯爵との結婚と離婚を経て元自由党党首の政治家ジェレミー・ソープと再婚している。